# Franz Immoos

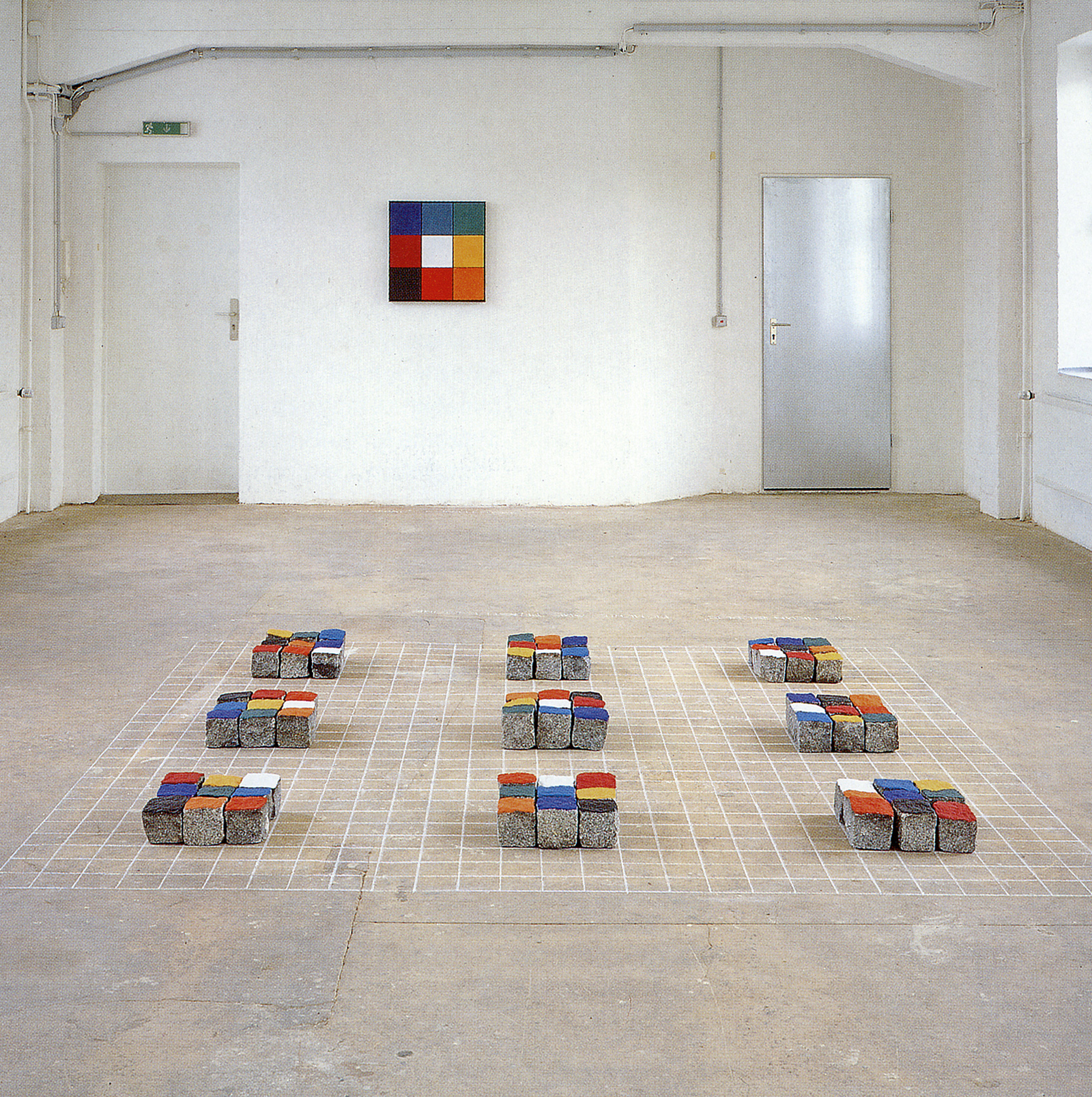
Die neun Bilder

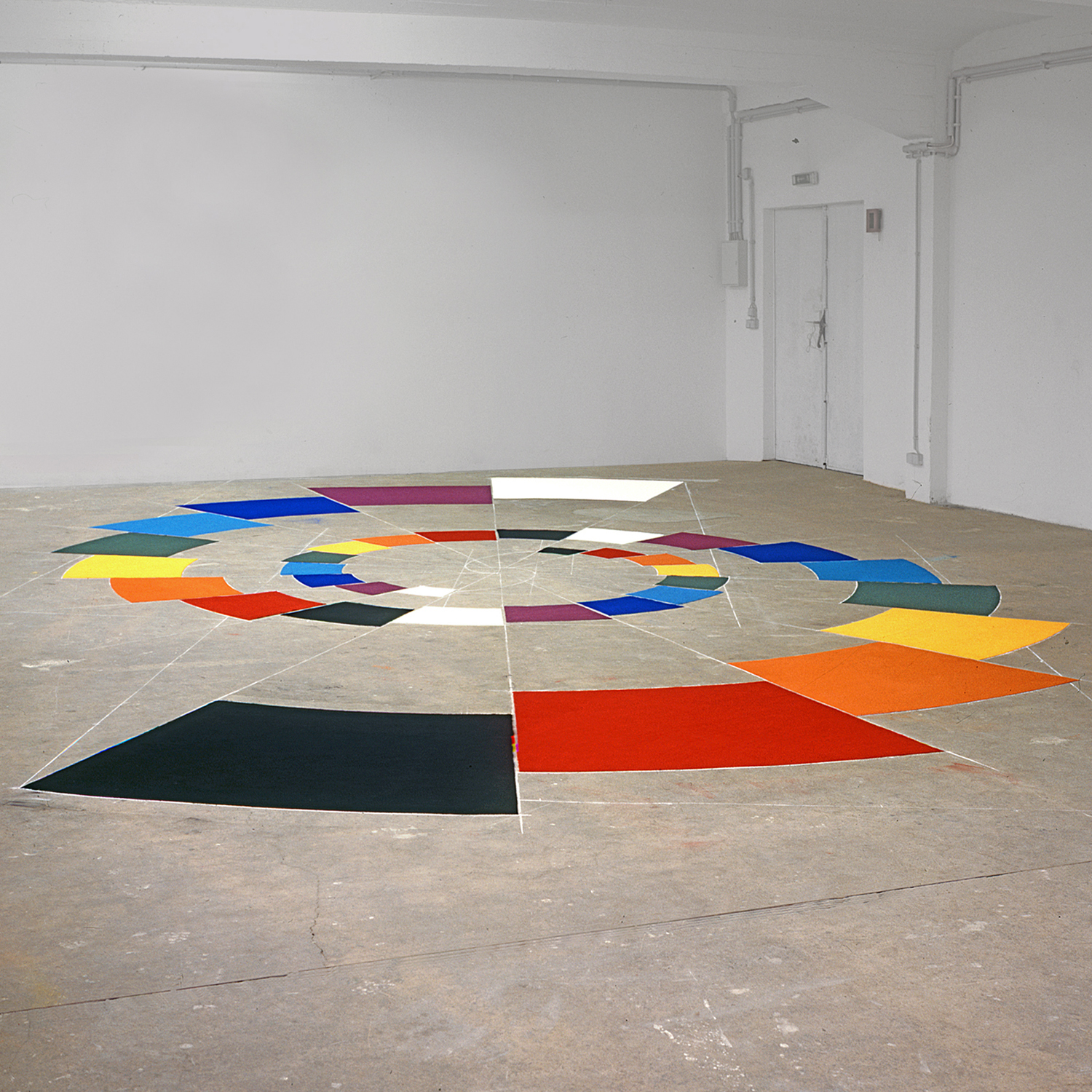
Farbtransformation

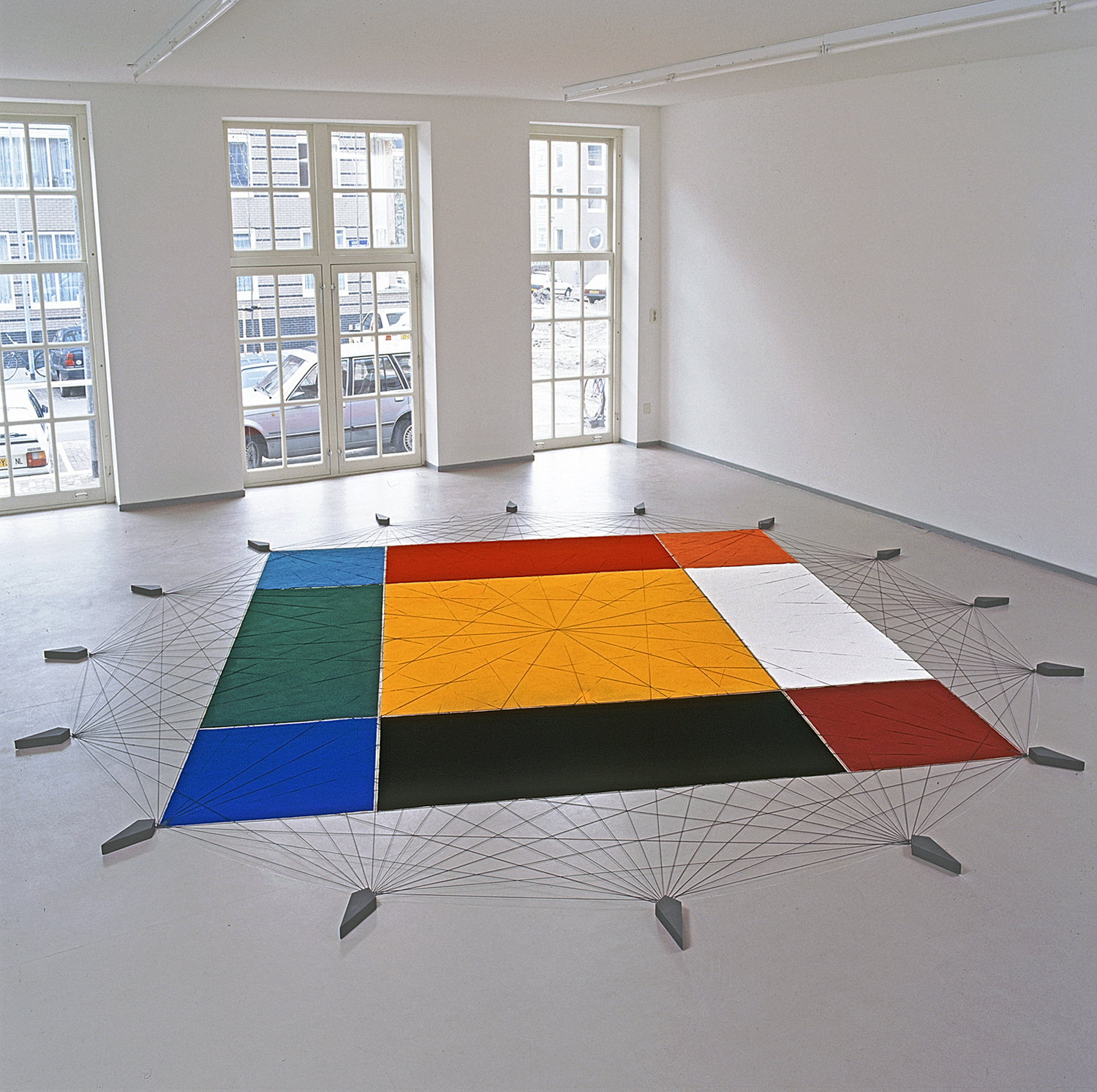
Die gelbe Halle

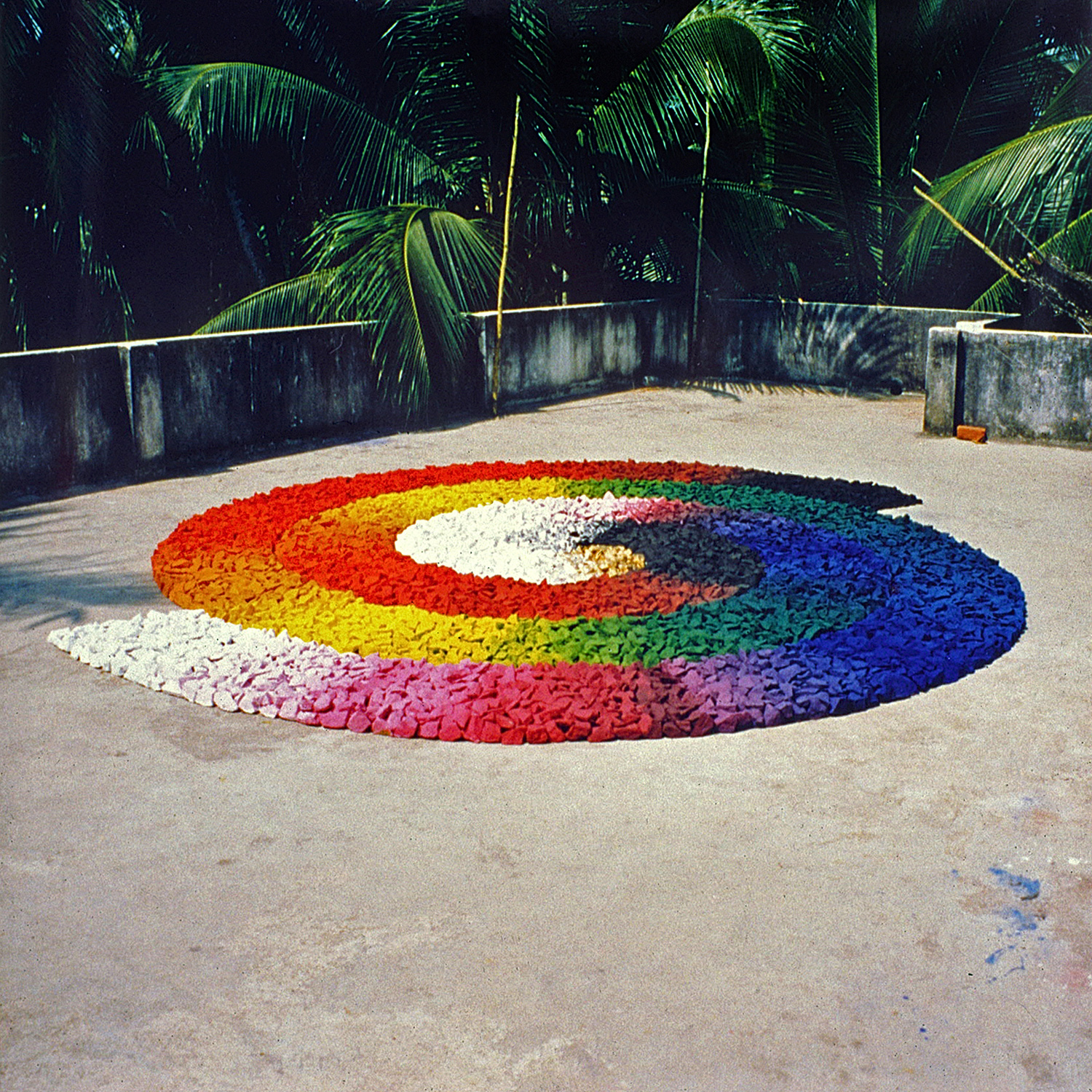
Farbtransformation 69

Franz Immoos (Menziken, 9 november 1948) is een Zwitsers-Nederlands object-installatiekunstenaar en fotograaf. 

## Kunstopleiding
Immoos studeerde van 1972 tot 1975 aan de Fachklasse für Gestaltung aan de Kunstgewerbeschule Basel bij Franz Fedier. Daarna verbleef hij van 1976 tot 1977 in Parijs in een atelier van het wooncomplex Cité Internationale des Arts en volgde van 1978 tot 1979 de opleiding Visuele Communicatie aan de Rijksakademie van beeldende kunsten te Amsterdam. Immoos woont en werkt sinds 1977 in Amsterdam. 

## Werk
Het artistieke werk van Immoos biedt zowel objectkunst, installaties, fotografische werken, kunstenaarsboeken als theoretische verhandelingen over kleur en ruimte.

### Illusie-objecten, oppervlakten in de ruimte
De illusie-objecten zijn gemaakt van stalen profielen of grafietplaten. Het zijn minimalistische markeringen in de ruimte; illusies van geometrische lichamen zoals kubussen, langwerpige blokken, piramides, enz. De figuren zijn gerelateerd aan een ‘vast gezichtspunt’ in de ruimte. Dit is te herkennen aan het feit dat de figuren zich omzetten in bekende lichamen, zoals kubussen, blokken, piramides, enz. Bij het loslaten van dit ‘vaste gezichtspunt’ wordt de plastische illusie opgeheven. Er ontstaat een interactie met de kijker, waardoor vertrouwde gewoontes van kijken in twijfel worden getrokken.
Installaties van deze werken waren te zien in:
- 1976 Galerie Stampa Basel, Zwitserland
- 1979 Hester van Royen Gallery, Londen, Engeland
- 1979 / 1981 Galerie Lydia Megert, Bern, Zwitserland
- 1980 Galerie Nouvelles Images, Den Haag, Nederland
- 1979 / 1980 Museum Fodor, Amsterdam, Nederland
- 1987 Galerie Gruppe Grün, Bremen, Duitsland
- 1989 Galerie Schöller, Düsseldorf, Duitsland
- 1978- Collectie Nederland: Musea, Monumenten en Archeologie, Amersfoort, Nederland

### Kleurenobjecten, symbolische kleuren, installatie (kunst)
Immoos ontwikkelde zijn verzameling kunstwerken ‘Symbolische kleuren’ in de traditie van een ‘mathematische esthetiek’ van de constructieve en geometrische tendensen van de 20e-eeuwse kunst. Als Nederlandse en Zwitserse kunstenaar is hij schatplichtig aan de grondleggers van de Nederlandse kunstbeweging De Stijl, zoals Piet Mondriaan en Theo van Doesburg, maar ook aan de virulente systematische onderzoeken van kleur van de Zwitsers Max Bill en Richard Paul Lohse en de lichtkinetiek van de Hongaars-Franse schilder en graficus Victor Vasarely - om een paar stromingen van na 1945 te noemen. Het fundamentele verschil met deze voorgangers is de symboliek die Immoos in zijn kleurvlakken voor ogen had. In bijna alle richtingen van de concrete kunst van deze eeuw, die begon met het zwarte vierkant van de Rus Kazimir Malevich, wordt de referentiële functie van kleur verworpen. Kleur is concreet, het heeft geen picturale of symbolische betekenis. Immoos verwerpt dit onbetwiste credo. Op een heel eigen manier verbindt hij het gebruikelijke concrete gebruik van kleur in deze eeuw met zijn duizenden jaren oude taak in de religieuze cultus.
Deze installaties werden tentoongesteld in:
- 1983 "Materialisation" Triptychon, Kampnagel Fabrik, Hamburg, Duitsland
- 1991 "Farbtransformation" en "Die neun Bilder", Galerie Künstlerhaus am Deich, Bremen, Duitsland
- 1992 "Die gelbe Halle", Galerie Maria Chailloux, Amsterdam, Nederland
- 1993 "Die fünf Wandlungen", Raum 1, Düsseldorf, Duitsland
- 1994 "Farbtransformation 69", I.C.C.D., Trivandrum Kerala, Indië
- 1995 "Cosmic 69", Hortus Botanicus, Amsterdam, Nederland
- 1997 "Symbolfarben", Privatgrün-Stadtgrün, Projekt, Bremen, Duitsland
- 1997 "Om", Sanskriti Kendra, New-Delhi, Indië

### Fotografie (kunst)
Bij kunstfotografie wordt het medium fotografie gebruikt als expressiemiddel. In het algemeen kan een foto in de kunstfotografie ook een kunstwerk worden genoemd en moet worden opgevat als beeldende kunst. Met een dergelijke definitie zijn foto's geen natuurgetrouwe reproducties. Bij kunstfotografie kunnen er ook correcties op het beeld worden aangebracht in het laboratorium of op de computer en zijn er geen grenzen aan de creativiteit van de kunstenaar. De rechtvaardiging voor fotografie als kunstvorm werd treffend gegeven door de Zweedse kunstverzamelaar en museumdirecteur Pontus Hultén: "Fotografie is gemakkelijk. Maar fotografie is een heel moeilijke kunst." 
Wat iemand denkt en voelt, wordt vastgelegd in tekens, symbolen, afbeeldingen en foto’s:
Symbolen komen voort uit onze verbeeldingskracht; ze overstijgen de grens tussen rationeel en irrationeel denken; ze verbinden het onbekende met het bewuste. De beelden kunnen heel banaal waargenomen en geïnterpreteerd worden; maar ze kunnen ook verbonden worden met transpersoonlijke archetypische inhoud.
Fotografische werken waren te zien in onderstaande tentoonstellingen en collecties:
- 1981 "Erweiterte Fotografie", 5. Foto-Biennale, Wenen, Oostenrijk
- 1983 "Diptychon - Triptychon", Museum Waterland, Purmerend, Nederland
- 1984 "Umgang mit der Aura", Städtische Galerie, Regensburg, Duitsland
- 1985 "Schweizer-Fotografie". Die Sammlung der Gotthard Bank, Lugano, Zürich, Zwitserland
- 1986 "Diptychon - Triptychon", Galerie Ton Peek, Amsterdam, Nederland
- 1999 "Photo Paris“, Galerie Pennings, Eindhoven, Nederland
- 2000 "Nature matters", Galerie Resy Muijsers Tilburg, Nederland
- 2005 "Anima-Natura", Hortus Botanicus, Amsterdam, Nederland
- 2011 "Kunstfrühling", Gruppe Grün , Bremen, Duitsland
- 2015 "Treffpunkt Worpswede", Heinrich Vogeler Museum Barkenhoff, Worpswede, Duitsland

Kunstenaarsboeken
Kunstenaarsboeken zijn op zichzelf staande kunstwerken die het boek meestal tot onderwerp van een artistiek concept hebben gemaakt; in de hedendaagse kunst overstijgen deze concepten ook de grenzen van het boek als object. 
In de fotoboeken (fotocompressies) worden architecturale fragmenten fototechnisch gecombineerd in transparante lagen. Door middel van oude en nieuwe architecturale elementen en verschillende perspectieven wordt een nieuwe architecturale structuur gecreëerd. Deze irrationele realiteit die ontstaat door verschillende architectonische fragmenten in stijl en tijd over elkaar heen te leggen, is illusionair. Er wordt een nieuwe, denkbeeldige ruimte gecreëerd die in strijd is met de werkelijkheid. Aan de ene kant irriteert deze nieuw gecreëerde ruimte het rationele denken en aan de andere kant stimuleert het zeker onze verbeelding. De fragmentarische willekeur van deze architecturale ensembles is utopisch en denkbeeldig. Zowel de verandering als de vermenging van oude en nieuwe architecturale fragmenten creëren een onwaarachtig beeld. De compositie van onvermoede vormen en gewijzigde perspectieven resulteren in een ongewone ruimtelijke dynamiek. De uitbeelding van het idee biedt meer dan het beeld en suggereert een nieuwe sfeer. Het atmosferische spel van licht en schaduw, de trap die in het niets eindigt, suggereert allegorische, metaforische inhoud. De resulterende fantasieconstructie vormt analogieën met droombeelden.

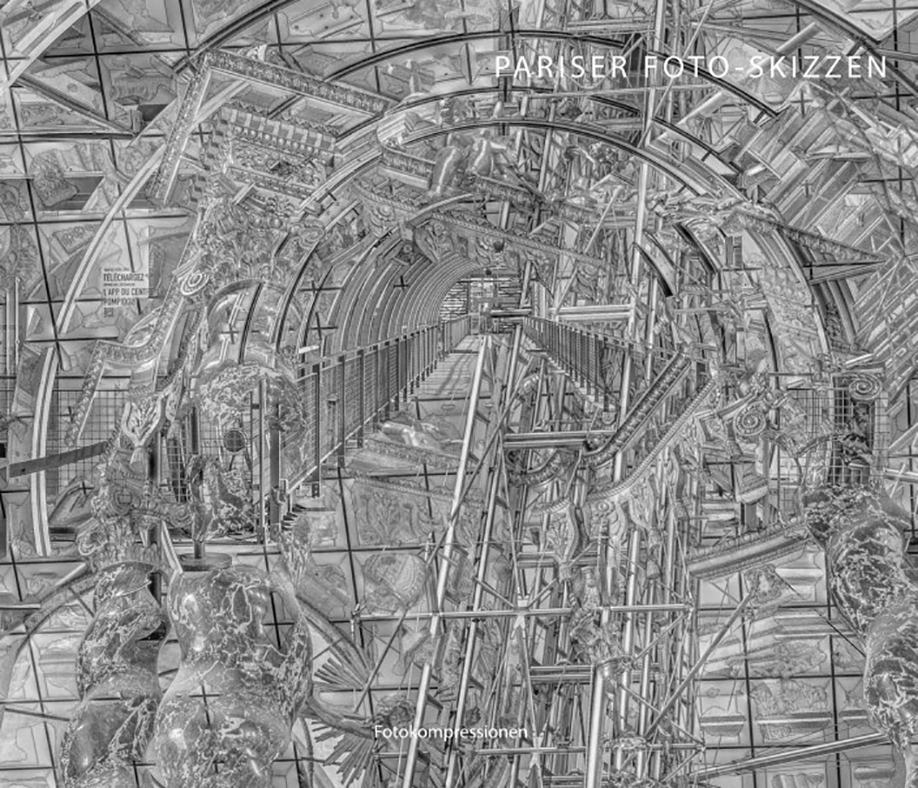
Pariser Fotoskizzen

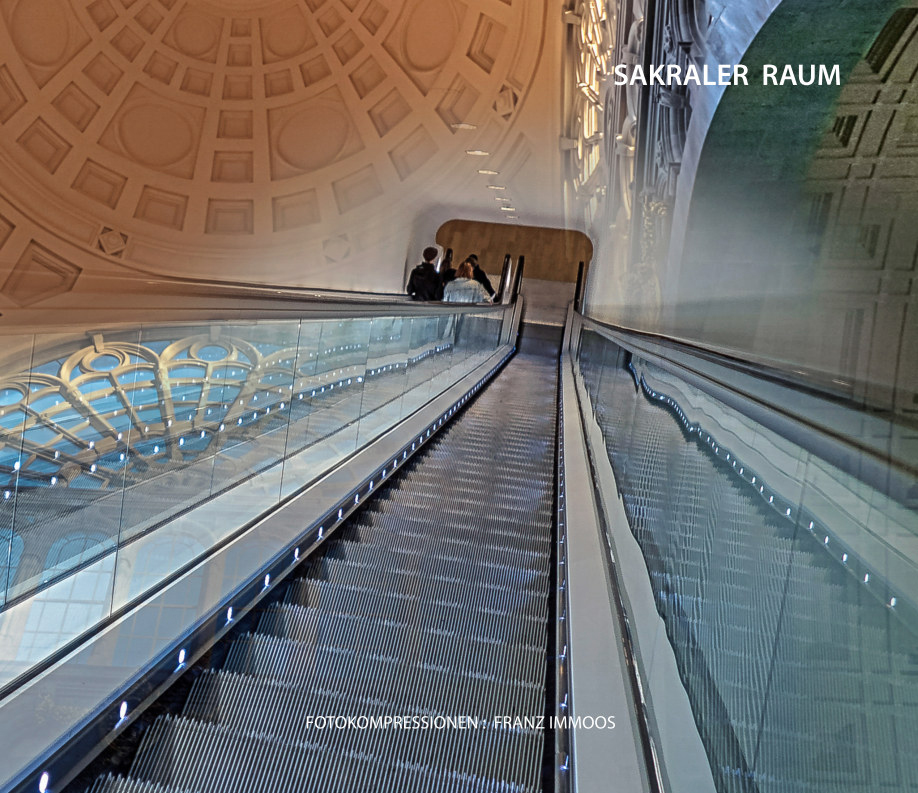
Sakraler Raum

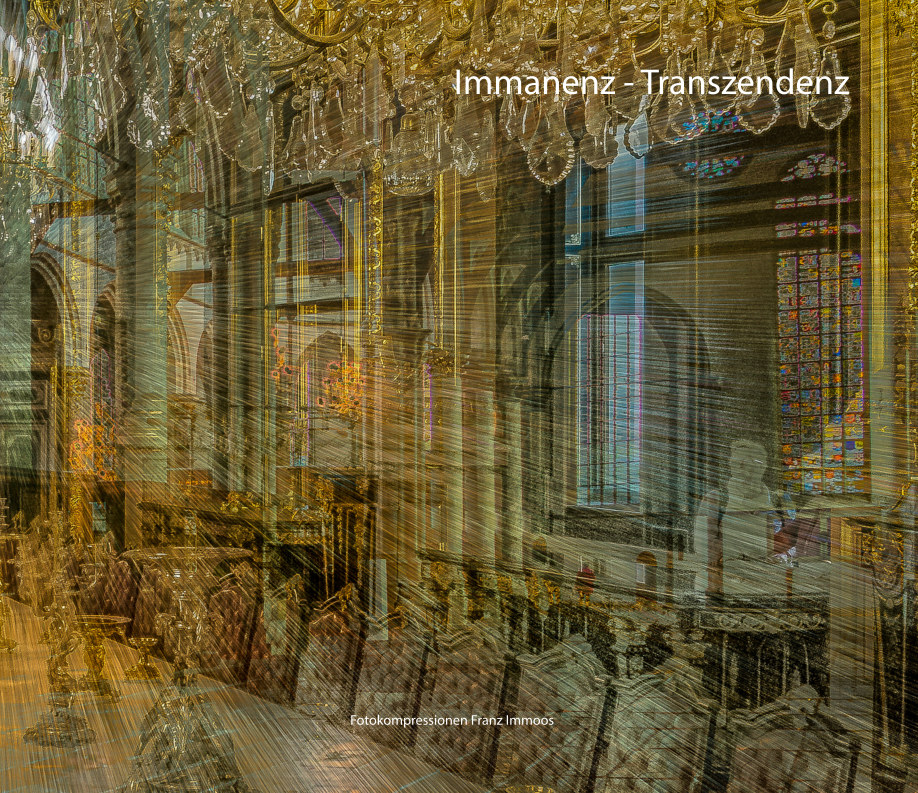
Immanenz Transzendenz

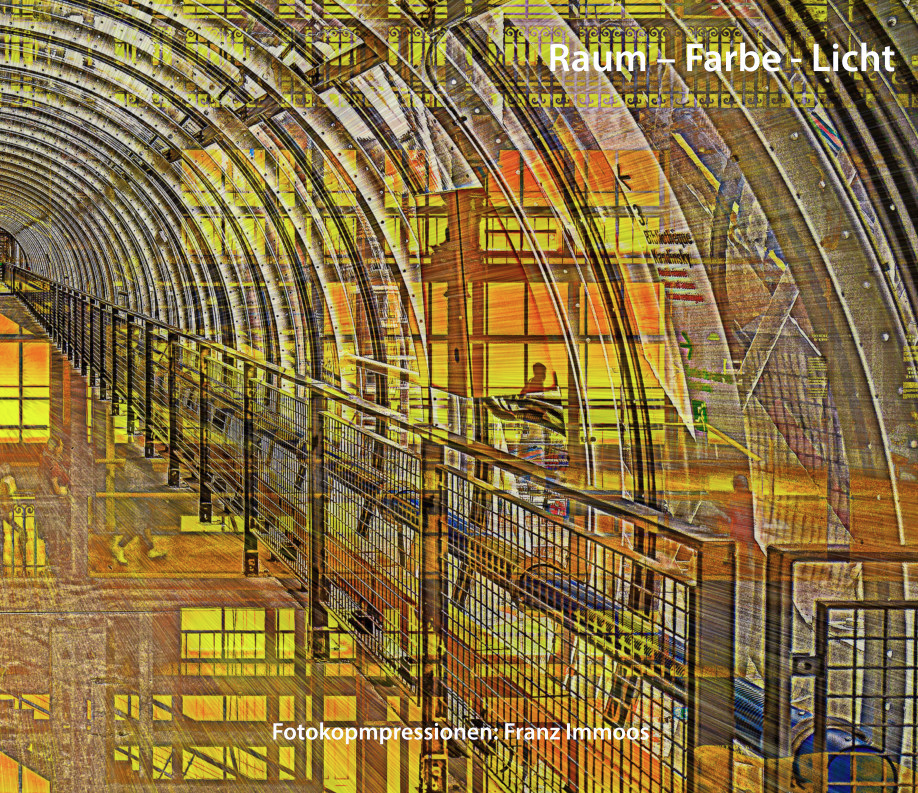
Raum Farbe Licht

De kunstenaarsboeken zijn online te bekijken:
- 1982 "Imitations", Edition da Costa, Amsterdam, Nederland
- 1984 "Water, Earth, Air", Edition da Costa, Amsterdam, Nederland
- 1985 "Venus", Edition da Costa Amsterdam, Nederland
- 2018 "Pariser Foto-Skizzen". Fotokompressionen, Franz Immoos.  ISBN 978-1-38-825494-0
- 2020 "Architekturcollagen". Fotokompressionen, Franz Immoos.  ISBN 978-1-71-475038-2
- 2020 "Immanenz Transzendenz". Fotokompressionen, Franz Immoos.  ISBN 978-1-71-474407-7
- 2021 "Light Images and Idols". Fotokompressionen, Franz Immoos.  ISBN 978-1-00-699186-8
- 2021 "Sakraler Raum". Fotokompressionen, Franz Immoos.  ISBN 978-1-00-699177-6
- 2022 "Raum-Farbe-Licht". Fotokompressionen, Franz Immoos.
- 2022 "Graffiti Idole". Fotokompressionen, Franz Immoos.  ISBN 979-8-21-089499-1

## Verblijfplaatsen en culturele centra
- 1991 Galerie Künstlerhaus Bremen, Bremen, Duitsland
- 1994 I.C.C.D. Trivandrum, Kerala, India
- 1995 Cultureel centrum Binz 39, Scuol-Nairs, Zwitserland
- 1997 Sanskriti Kendra, Artist in Residence, New-Delhi, India
- 1999 Nairs - Centre for Contemporary Art, Scuol, Zwitserland
- 2000 Kartause Ittingen, Warth, Zwitserland
- 2000 Gastatelier Kaskadenkondensator, Basel, Zwitserland
- 2001 Kunstenaarshuizen Worpswede, Worpswede, Duitsland
- 2002 Kunstenaars dorp Schöppingen, Schöppingen, Duitsland
- 2018 Cité Internationale des Arts, Parijs, Frankrijk
- 2018 Nairs - Centre for Contemporary Art, Scuol, Zwitserland
- 2022 Cité Internationale des Arts, Paris, Frankrijk

## Werken in collecties
- Öffentliche Kunstsammlung, Kunstmuseum Basel, Zwitserland
- Nederlandsche Rijkscollectie: "kleine plastieken", "ijzer", "foto's in combinatie", "stempelkunst"
- Museum Fodor, Amsterdam, Nederland
- Van Reekum Museum, Apeldoorn, Nederland
- Gotthard Bank, Lugano, Zwitserland
- Centrum Beeldende Kunst, Utrecht, Nederland
- Landesbibliothek des Kantons Glarus, Glarus, Zwitserland
- Ospidal - Center da sandà Engiadina Bassa, Scuol, Zwitserland
- Collectie Nederland: Musea, Monumenten en Archeologie, Amersfoort, Nederland
- "Helveticat": Online-Katalog der Schweizerischen Nationalbibliothek, Bern, Zwitserland

## Beurzen
- 1974 Kiefer Hablitzelstipendium, Kunstmuseum Luzern, Zwitserland
- 1976 Kunstbeurs van de stad Basel, Zwitserland
- 1976 Cité Internationale des Arts, Paris, Frankrijk
- 1978 Beurs van de stad Amsterdam, Nederland
- 1979/81 Nederlandse Kunst Stipendia (CRM), Den Haag, Nederland
- 1997 Reis stipendium, Prins Bernhard Cultuurfonds, Amsterdam
- 2001 Kunstenaarshuizen Worpswede, residentie en beurs, Worpswede, Duitsland
- 2002 Kunstenaarsdorp Schöppingen, residentie en beurs, Schöppingen, Duitsland
- 2003 /04/05 Fonds voor Beeldende Kunst, Amsterdam, Nederland

## Prijzen
- 1976 Sponsorprijs van de stad Basel, Basel, Zwitserland
- 1978 Aanmoedigingsprijs van het Amsterdams Fonds voor de Kunst (AFK), Amsterdam, Nederland
- 1979 Tender: Percentageregeling voor beeldende kunstopdrachten, MEAO Aula, Helmond, Nederland
- 1979 Amsterdam koopt Kunst, Museum Fodor, Amsterdam, Nederland
- 1980 Amsterdam koopt Kunst, Museum Fodor, Amsterdam, Nederland
- 1999 Tender: Ospidal - Center da sandà Engiadina Bassa, Scuol, Zwitserland

## Tentoonstellingen
De werken van Immoos werden in meer dan 25 solotentoonstellingen en in meer dan 50 groepstentoonstellingen getoond.

### Solotentoonstellingen
- 1976 Galerie Stampa, Basel, Zwitserland
- 1978 /81/82/88 Galerie Lydia Megert Bern, Bern, Zwitserland
- 1978 Other books and so, Amsterdam, Nederland
- 1979 Hester van Royen Gallery, London, Engeland
- 1980 Galerie Nouvelles Images, Den Haag, Nederland
- 1982 /85/88/94 Galerie Resy Muijsers, Tilburg, Nederland
- 1983 85/89 Multi Art Points, Amsterdam, Nederland
- 1986 Galerie Ton Peek Photography, Amsterdam, Nederland
- 1987 /94/01 Galerie Gruppe Grün, Bremen, Duitsland
- 1989 Galerie Schöller, Düsseldorf, Duitsland
- 1990 Stichting Beeldende Kunst, Amsterdam, Nederland
- 1991 Centrum Beeldende Kunst, Utrecht, Nederland
- 1991 Galerie Künstlerhaus Bremen, Bremen, Duitsland
- 1992 96 Galerie Maria Chailloux, Amsterdam, Nederland
- 1993 Raum 1, Düsseldorf, Duitsland
- 1994 I.C.C.D. Trivandrum (Kerala), India
- 1994 Galerie Hubertus Wunschik, Düsseldorf, Duitsland
- 1995 Hortus Botanicus, Amsterdam, Nederland
- 1996 Museum Waterland, Purmerend, Nederland
- 1997 Sanskriti Kendra, Anandagram, Delhi, India
- 1998 Stichting Beeldende Kunst, Amsterdam, Nederland
- 1999 Pennings Foundation, Eindhoven, Nederland
- 2003 Galerie Frontstore, Basel, Zwitserland
- 2005 Hortus Botanicus, Amsterdam, Nederland

### Groepstentoonstellingen
- 1981 5. Foto-Biennale, "Erweiterte Fotografie", Wenen, Oostenrijk
- 1983 Kampnagel Fabrik, Hamburg, Duitsland
- 1983 Museum Waterland, Purmerend, Nederland
- 1984 Städtische Galerie, Regensburg, Duitsland
- 1989 Arts Consultancy, Antwerpen, België
- 1991 Galerie Künstlerhaus Bremen, Bremen, Duitsland
- 1993 Künstlerhaus Berlin, Haus am Lützowplatz (HAL), Berlin, Duitsland
- 1994 Galerie Schöller, Düsseldorf, Duitsland
- 1994 Große Kunstausstellung, Kunstpalast Düsseldorf, Duitsland
- 1994 Westdeutscher Künstlerbund, Recklinghausen, Duitsland
- 1995 Galerie Cornelius Hertz, Bremen, Duitsland
- 1995 Fondazione Galleria Gottardo, Lugano, Zwitserland
- 1995 Galerie Hubertus Wunschik, Düsseldorf, Duitsland
- 1995 Art Multiple, Kunstverlag Schuhmacher, Düsseldorf, Duitsland
- 1995 ArtKitchen Gallery met Steiger 8, Amsterdam, Nederland
- 1996 De Annex, Amsterdam, Nederland
- 1997 Privatgrün-Stadtgrün, Projekt, Bremen, Duitsland
- 1998 Stichting Beeldende Kunst, Amsterdam, Nederland
- 1998 De Vishal, vereniging voor beeldend kunstenaars, Haarlem, Nederland
- 1999 Het nieuwe Podium, Artoteek Zuidoost, Amsterdam, Nederland
- 2000 Galerie Resy Muijsers Contemporary Art, "Nature matters", Tilburg, Nederland
- 2000 Ausstellungsprojekt "View assistance", Basel / Boswil, Zwitserland
- 2001 Galerie Gruppe Grün, "Parallele-Universien", Bremen, Duitsland
- 2003 Galerie Resy Muijsers Contemporary Art, "25 Years Contemporary Art", Tilburg, Nederland
- 2003 Edition Multipleart, Zürich en Galerie Zimmermannhaus, Brugg, Zwitserland
- 2004 Edition Multipleart, Zürich en Galleria Ammann, Locarno, Zwitserland
- 2004 Neues Museum Weserburg Bremen, "À la carte", Bremen, Duitsland
- 2005 Galerie Resy Muijsers Contemporary Art, Tilburg, Nederland
- 2005 Artbox, Frankfurt am Main en Octagon Galerie, Amsterdam, Nederland
- 2006 Edition Multipleart, Zürich en Kunsthaus Zofingen, Zofingen, Zwitserland
- 2006 Galerie Maria Chailloux, "Convoi Exceptionne", Amsterdam, Nederland
- 2007 Neues Museum Weserburg Bremen, "Leck mich! " Künstlerbriefmarken, Bremen, Duitsland
- 2008 Galerie Resy Muijsers Contemporary Art, Jubileumtentoonstelling, Tilburg, Nederland
- 2009 Galerie Maria Chailloux, "Minimentaal", Amsterdam, Nederland
- 2010 Edition Multipleart Zürich, Kunst im Alten Schützenhaus, Zofingen, Zwitserland
- 2010 Galerie Resy Muijsers Contemporary Art, "Staalkaart 33",Tilburg, Nederland
- 2011 Kunstfrühling 2011, Gruppe Grün, Bremen, Duitsland
- 2012 Privatbesitz, Städtische Galerie Bremen, Bremen, Duitsland
- 2015 Treffpunkt Worpswede en Heinrich Vogeler Museum Barkenhoff, Worpswede, Duitsland

### Kunstbeurzen
- 1982 /83/84 Art Basel: Galerie Lydia Megert Bern, Basel, Zwitserland
- 1986 KunstRAI: Galerie Ton Peek Photography, Amsterdam, Nederland
- 1993 Art Bologna: Galerie Lydia Megert Bern, Bologna, Italië
- 1997 KunstRAI: Steiger 8, Amsterdam, Nederland
- 1997 KunstRAI: Galerie Resy Muijsers, Tilburg, Amsterdam, Nederland
- 1998 Paris Photo: Galerie Pennings Eindhoven, Parijs, Frankrijk
- 2000 /02/03/04/05 Art Frankfurt: Octagon Galerie Amsterdam, Frankfurt, Duitsland
- 2004 /05 Art Cologne: Octagon Galerie Amsterdam, Köln, Duitsland
- 2004 /05/06/07/08/09/10 Kunst Zürich: Edition Multipleart, Zürich, Zwitserland

## Publicaties, catalogi en boeken
- 1976 Stampa 17, Galerie Stampa Basel, broschure
- 1979 Metronom, Barcelona "Mail-Art"
- 1979 Universitätsbibliothek, Freiburg im Breisgau, "Buchobjekte"
- 1979 Museum Fodor, Amsterdam, "Amsterdam koopt kunst"
- 1979 Galerie Lydia Megert, Bern, "Artist-Books"
- 1980 Metronom, Barcelona, "Artist-books"
- 1980 Wiener Secession 5. Foto-Biennale, "Erweiterte Fotografie", catalogus, Wenen
- 1980 Vleeshal, "Installaties", Middelburg i.s.m. Galerie Lydia Megert, Bern
- 1981 Galerie Gruppe Grün, "Zwischenbereiche". Internationaal zomerprogramma, Bremen
- 1982 Kulturverwaltung Stadt Bergkamen, "Kunst zum Überleben",
- 1982 Galerie im Ganserhaus, "Mail-Art 83", Wasserburg
- 1982 Nederlandse Kunststichting, "Foto's in combinatie", Amsterdam
- 1982 Edition da Costa, "Imitations", Franz Immoos, Kunstenaarsboek, Amsterdam
- 1983 Edition Hohweg, "Umgang mit der Aura", katalogus, Zürich
- 1983 Kulturbehörde Hamburg, Kampnagelfabrik "Triptychons"
- 1983 Galerie vor Ort, "Chronik", Hamburg
- 1984 Edition da Costa, "Water, Earth, Air", Franz Immoos, 3 kunstboeken, Amsterdam
- 1985 Edition da Costa, "Venus", Amsterdam
- 1983 Galerie Resy Muijsers, "100 Kunstenaars",Tilburg
- 1986 Galerie Gruppe Grün, "Franz Immoos-Objekte", Bremen
- 1987 Der Alltag nr.1/87. "Aktuelle Fotografie in der Schweiz",
- 1989 Stichting Fonds Beeldende Kunsten, Vormgeving en Bouwkunst (Fonds BKVB), Amsterdam
- 1989 Helmhaus, "Künstlerbücher in der Schweiz", Zürich
- 1990 Stadt Amsterdam, "Afdeling Kunstzaken. Jaarverslag"
- 1991 Centrum Beeldende Kunst, "Pigmentfrottages" 3/91, Utrecht
- 1992 Galerie Gruppe Grün, "20 Jahre Galerie Gruppe Grün", Bremen
- 1992 Künstlerhaus Bremen, "Mai 1991-Oktober 1992", Bremen
- 1993 Catalogus Stipendiaten Binz 39 Scuol-Nairs 1991-1992, Stiftung Binz 39, Zürich
- 1993 Stadt Amsterdam, "Kleinschalige Kunstopdrachten 1991/1992"
- 1993 Künstlerhaus Berlin, "Kunst auf Zeit", Edition 3, Berlin. ISBN 3-89479-036-9.
- 1994 Verein Kunstausstellungen Düsseldorf, "Grosse Kunstausstellung Düsseldorf", ISSN 0931-0908
- 1994 Westdeutscher Künstlerbund, Kunsthalle "Wir hier", Recklinghausen. ISBN 3-929040-18-2
- 1994 Galerie Schöller, "Jubiläumsausstellung", Düsseldorf
- 1995 Collectie "Schweizer-Fotografie". Die Sammlung der Gotthard Bank, Lugano, Zürich, ISBN 88-86455-04-6
- 1996 Amsterdams Fonds voor de Kunst, "Beeldende Kunstopdrachten", Amsterdam
- 1997 Senator für Bildung, Kunst und Wissenschaft, "Privat-Stadtgrün", Bremen
- 1999 Pennings Foundation, "Dream". Fotoportfolio, Eindhoven
- 1998 Vishal, "Zien is geloven. Hedendaagse kunst in Nederland", Haarlem
- 1996 Nairs - Centre for Contemporary Art, "Energetik der Farbe", Scuol
- 2000 "Das magische Quadrat Arbeits Broschüre", 21x21cm, Amsterdam
- 2000 "Die Psychoenergetische Farbwahrnehmung", A 4 / 70S., Amsterdam
- 2001 Schweizer Stimmen Kunstschaffen in den Niederlanden / Schweiz. Botschaft, Den Haag. ISBN 90-9014400-5
- 2002 30 Jahre Gruppe Grün, Galerie Gruppe Grün, Bremen. ISBN 3-88808-283-8
- 2003 Boek "Farbe, Eigenschaft und Wirkung", 101 p., F. Immoos, Schöppingen
- 2004 Art à la carte Neues Museum Weserburg, Bremen. ISBN 3-928761-63-3
- 2004 Blue Print: Das Magazin Int. University, Bremen Nr.6, Bremen. ISSN 1619-1536
- 2007 Edition Multiple Art, Benteli Verlag, Bern. ISBN 978-3-7165-1521-1
- 2009 "Energetik der Farbe", Amsterdam, Franz Immoos (Website)
- 2011 Katalog Kunstfrühling 2011, Bremen. ISBN 978-3-88808-710-3
- 2012 Boek "Farbe", Franz Immoos
- 2012 Boek "Pin up shoot", Franz Immoos (Limited Edition)
- 2014 Boek "Portraits of Animals, Natura Artis Magistra", Franz Immoos
- 2015 Treffpunkt Worpswede, Heinrich Vogeler Museum Barkenhoff, Worpswede. ISBN 978-3-89946-237-1
- 2017 Boek "Compilation - Art Photography", Franz Immoos
- 2018 Boek "Pariser Foto-Skizzen". Fotokompressionen, Franz Immoos. ISBN 978-1-38-825494-0
- 2020 Boek "Architekturcollagen". Fotokompressionen, Franz Immoos. ISBN 978-1-71-475038-2
- 2020 Boek "Immanenz Transzendenz". Fotokompressionen, Franz Immoos. ISBN 978-1-71-474407-7
- 2021 Boek "Light Images and Idols". Fotokompressionen, Franz Immoos. ISBN 978-1-00-699186-8
- 2021 Boek "Sakraler Raum". Fotokompressionen, Franz Immoos. ISBN 978-1-00-699177-6
- 2022 Boek "Raum-Farbe-Licht". Fotokompressionen, Franz Immoos.
- 2023 Boek "Graffiti Idole". Fotokompressionen. ISBN 979-8-21-089499-1